# Општина Жикишу Де Жос (Клуж)
Жикишу Де Жос (рум. Jichişu De Jos) општина је у Румунији у округу Клуж.
Oпштина се налази на надморској висини од 320 m.